# 青井人
青井 人（あおい じん、1997年1月21日 - ）は、日本の男性総合格闘家。岡山県出身。BLOWS所属。現DEEPフェザー級王者。

## 来歴
2014年10月、全日本アマチュア修斗ライト級で16人トーナメントで優勝。
2015年6月21日、修斗・闘裸男 15でプロ総合格闘技デビュー。大森良太と対戦し、腕ひしぎ十字固めで1R 一本勝ち。その後も連勝を伸ばし6連勝。

### RIZIN・DEEP
2020年8月10日、RIZIN.23 - CALLING OVER -でRIZINデビュー。元ONE王者の朴光哲と対戦し、3R判定勝ち。
2021年6月27日、RIZIN.29で白川陸斗と対戦し、3R判定負け。
2022年5月8日、DEEP 107 IMPACTで神田コウヤと対戦し、3Rにダウンを奪うも肘打ちでダウンを奪い返され、パウンドで3R KO負け。
2022年11月6日、RIZIN LANDMARK 4で元SB王者の鈴木博昭と対戦し、3R判定勝ちを収めた。
2023年9月18日、DEEP 115 IMPACTで行われたDEEP vs. BLACK COMBATの対抗戦で、BLACK COMBATフェザー級王者のシン・スンミンと対戦。1Rから飛び膝蹴りでダウンを奪うなどスンミンを圧倒して、3Rに右フックでダウンを奪い、サッカーボールキック連打でTKO勝ちを収めた。
2024年3月9日、DEEP 118 IMPACTで王者 神田コウヤとDEEPフェザー級タイトルマッチで再戦し、互角の勝負となり、3-2の判定勝ち。DEEPフェザー級王者となった。

## 戦績
| 総合格闘技 戦績 | 総合格闘技 戦績 | 総合格闘技 戦績 | 総合格闘技 戦績 | 総合格闘技 戦績 | 総合格闘技 戦績 | 総合格闘技 戦績 |
| --------------- | --------------- | --------------- | --------------- | --------------- | --------------- | --------------- |
| 21 試合         | (T)KO           | 一本            | 判定            | その他          | 引き分け        | 無効試合        |
| 14 勝           | 8               | 2               | 4               | 0               | 1               | 0               |
| 6 敗            | 2               | 1               | 3               | 0               | 1               | 0               |

| 勝敗 | 対戦相手         | 試合結果                                        | 大会名                                               | 開催年月日     |
| ×    | ユン・チャンミン | 5分3R終了 判定1-2                               | Road to UFC Season 4 【フェザー級トーナメント1回戦】 | 2025年5月22日  |
| ○    | 芦田崇宏         | 2R 2:26 TKO（サッカーボールキック→パウンド）    | DEEP 123 IMPACT                                      | 2024年12月8日  |
| ○    | 神田コウヤ       | 5分3R終了 判定3-2                               | DEEP 118 IMPACT 【DEEPフェザー級タイトルマッチ】     | 2024年3月9日   |
| ○    | シン・スンミン   | 3R 0:45 TKO（右フック→サッカーボールキック）    | DEEP 115 IMPACT                                      | 2023年9月18日  |
| ○    | 中村大介         | 2R 3:35 TKO（ドクターストップ：カットでの出血） | DEEP 113 IMPACT                                      | 2023年5月7日   |
| ○    | 鈴木博昭         | 5分3R終了 判定3-0                               | RIZIN LANDMARK 4                                     | 2022年11月6日  |
| ×    | 神田コウヤ       | 3R 2:25 TKO（左肘打ち→パウンド）                | DEEP 107 IMPACT                                      | 2022年5月8日   |
| ○    | 木下尚祐         | 2R 1:36 TKO（右フック→パウンド）                | DEEP 106 IMPACT                                      | 2022年2月26日  |
| ×    | 白川陸斗         | 5分3R終了 判定0-3                               | RIZIN.29                                             | 2021年6月27日  |
| ○    | 朴光哲           | 5分3R終了 判定3-0                               | RIZIN.23 - CALLING OVER -                            | 2020年8月10日  |
| ○    | 久保村ヨシTERU   | 1R 3:21 KO (右フック)                           | 修斗 PROFESSIONAL SHOOTO 2020 Vol.2                  | 2020年2月16日  |
| ×    | 内藤太尊         | 2R 3:21 KO                                      | 修斗 SHOOTO 30th ANNIVERSARY TOUR 第6戦              | 2019年7月15日  |
| ×    | 仲山貴志         | 1R 2:16 スリーパーホールド                      | 修斗 SHOOTO 30th ANNIVERSARY TOUR 開幕戦             | 2019年1月27日  |
| ×    | 高橋遼伍         | 5分3R終了 判定0-2                               | 修斗 PROFESSIONAL SHOOTO 舞浜大会                    | 2017年10月15日 |
| ○    | タクミ           | 2R 0:51 TKO (跳び膝蹴り→パウンド)               | 修斗 PROFESSIONAL SHOOTO in OSAKA                    | 2017年6月25日  |
| ○    | 児山佳宏         | 1R 2:07 KO (右フック→パウンド)                  | 修斗 PROFESSIONAL SHOOTO 後楽園ホール大会            | 2017年1月29日  |
| ○    | 前口緑一色       | 1R 2:07 KO                                      | 修斗 FORCE 06                                        | 2016年11月13日 |
| ○    | ファン・チョンホ | 1R 4:19 三角絞め                                | VTJ in OSAKA                                         | 2016年6月19日  |
| △    | 美木航           | 5分2R終了 判定0-1                               | 修斗 FIGHT & MOSH                                    | 2016年4月23日  |
| ○    | 小川将貴         | 5分2R終了 判定3-0                               | 修斗 闘裸男16 TORAO/TOKYO                            | 2015年9月21日  |
| ○    | 大森カヲル       | 1R 4:06 腕ひしぎ十字固め                        | 修斗 闘裸男16 「DIRECTION OF THE CAGE」              | 2015年6月21日  |

## 獲得タイトル
- 第12代DEEPフェザー級王座（2024年）